# 1279
| 1279               |
| ------------------ |
| Dødsfald - Fødsler |
| • Begivenheder     |

| Gregoriansk kalender | 1279 MCCLXXIX           |
| Ab urbe condita      | 2032                    |
| Armensk kalender     | 728 ԹՎ ՉԻԸ              |
| Kinesiske kalender   | 3975 – 3976 戊寅 – 己卯 |
| Etiopisk kalender    | 1271 – 1272             |
| Jødisk kalender      | 5039 – 5040             |
| Hindukalendere       |                         |
| - Vikram Samvat      | 1334 – 1335             |
| - Shaka Samvat       | 1201 – 1202             |
| - Kali Yuga          | 4380 – 4381             |
| Iransk kalender      | 657 – 658               |
| Islamisk kalender    | 678 – 679               |

Konge i Danmark: Erik Klipping 1259-1286
Se også 1279 (tal)

## Begivenheder
- 19. marts - ved Slaget ved Yamen i Perleflodens delta besejrer Kublai Khans mongolske hær det kinesiske Song-Dynasti og bringer dette til ophør
- Dionysius 1. bliver konge af Portugal.